# Juan García Postigo
Juan García, là một người mẫu và diễn viên Tây Ban Nha, đoạt danh hiệu Mister World 2007 vào ngày 3 tháng 3 năm 2007 ở Tam Á, Cộng hòa Nhân dân Trung Hoa.. Anh đã đánh bại 56 thí sinh khác và đoạt danh hiệu này. Anh đã được chọn là Mr. Tây Ban Nha năm 2006. Anh kế tục danh hiệu Mr. World của Gustavo Gianetti người Brasil, người đoạt danh hiệu năm 2003.